# Distrito de Lagunas (Alto Amazonas)
El distrito de Lagunas es uno de los seis que conforman la provincia de Alto Amazonas, ubicada en el departamento de Loreto en el Nororiente del Perú.
Desde el punto de vista jerárquico de la Iglesia católica forma parte del Vicariato Apostólico de Yurimaguas, también conocido como Vicariato Apostólico de San Gabriel de la Dolorosa del Marañón.

## Límites del Distrito
Limita con los distritos de Alto Pastaza, Pastaza, Jeberos y Santa Cruz y los distritos de Urarinas y Parinari en la provincia de Loreto:
Por el noroeste limita con el distrito de Urarinas, provincia de Loreto.

El límite se inicia en un punto de cota 198 de coordenadas UTM 352,8 km E y 9´592,9 km N, continúa en dirección Sur Este, por la divisoria de aguas del río Nucuray (tributarios: quebrada Armadillo y quebrada
Arica) y el río Urituyacu (tributario: quebrada Chuccha), cruza el río Marañon en un punto en el thalweg de coordenada UTM 443,0 km E y 9´453,7 km N, luego continua en la misma dirección hasta un punto de
coordenadas UTM 458,0 km E y 9´442,0 km N.

Por el sureste limita con el distrito de Parinari, provincia de Loreto.

Del último punto mencionado, el límite continúa en dirección Sur Oeste, por la divisoria de aguas del río Marañon, río Huallaga y el río Sumiría (tributario: quebrada Tibilo), hasta un punto de cota 168 de
coordenadas UTM 429,1 km E y 9´392,4 km N.

Por el sur limita con el distrito de Santa Cruz.

Del último punto descrito, el límite continúa en dirección Oeste, por la divisoria de aguas del río Huallaga (tributario: laguna Achual Tipishca) y el río Yuracyacu, hasta un punto de coordenada UTM 407,5 km E y 9´397,0 km N. El límite prosigue en línea recta hasta un punto en el thalweg del río Huallaga de coordenada UTM 408,4 km E y 9´401,9 km N. El límite continua en línea recta hasta un punto de coordenada UTM
406,5 km E y 9´405,5 km N, de ahí prosigue en dirección Oeste por la divisoria de aguas entre la laguna Corina y la laguna Naranjal hasta un unto de cota 107 de coordenadas UTM 396,5 km E y 9´405,2 Km N.

Por el suroeste limita con el distrito de Jeberos, los distritos de Barranca y Pastaza, provincia de Datem del Marañón:

Del último punto descrito, el límite continúa en dirección Nor Este por la divisoria de aguas del río Huallaga (tributario: Caño Paranapura) y el río Aypena (tributario: Shamboyacu), hasta un punto en el thalweg del río Huallaga de coordenadas UTM 426,0 Km E y 9´432,2 km N. El límite prosigue en dirección Sur por el talweg del río Huallaga hasta un punto en el mismo río de coordenada UTM 426,0 km E y 9´439,5 km N. De
ahí el límite cambia en dirección Oeste en línea recta pasando por las coordenadas UTM 425,0 km E y 9´439,5 km N y 422,0 km E y 9´436,2 km N, el límite prosigue en la misma dirección por la divisoria de aguas del río Marañón y el río Aypena hasta un punto de cota 106 de coordenada UTM 398,1 km E y 9´437,9 km N. El límite prosigue en dirección Norte, en línea recta hasta un punto en el thalweg del río Marañon de coordenada UTM 398,1 Km E Y 9´444,9 km N. El límite continúa en dirección Este por el thalweg del mismo río hasta un punto de coordenada UTM 417,0 km E y 9´443,0 km N en el thalweg del mismo río.

Por el oeste limita con los distritos de Pastaza y Andoas, provincia de Datem del Marañon.

Del último punto indicado, el límite continúa en dirección Norte, en línea recta hasta un punto de cota 102 de coordenada UTM 417,1 km E y 9´445,9 km N. El límite continua en dirección Nor Oeste por la divisoria de aguas del río Nucuray (tributarios: río Pavayacu y quebrada Creación, quebrada Chamberillo, quebrada Zancudo y quebrada Armadillo), y el río Marañon (tributarios: quebrada Naranjal, quebrada Perlita, río Ungumayo), río Pastaza (tributario: río Ungurahui, Caño Manchari, quebrada Utcuyacu y quebrada Mauricio), hasta un punto de cota 198 de coordenada UTM 352,8 km E y 9´592,9 km N, punto de inicio de la presente descripción.

## Geografía humana
En este distrito de la Amazonia peruana habita las etnias Tupi-Guaraní grupo Cocama-Amahuaca y también la Cahuapana grupo Chayahuita autodenominado  Campo Piyapi. El Carnaval del Maykuku, la cual se celebra en el distrito de Lagunas en Loreto.
El personaje principal es el Maykuku o diablo del monte (en lengua kukama kukamiria) En el mes de febrero los Maykukus salen del bosque a celebrar carnaval, dispuestos a ishanguear a niños traviesos y hacer bromas a todos.

## Historia
Expediente Técnico de Anexión Territorial de los Centros Poblados de Paraíso, San Felipe y Nueva Alianza, del distrito de Jeberos al distrito de Lagunas.
Categorización del Pueblo de Lagunas a la categoría de Ciudad.

## Autoridades

### Municipales
- 2023 - 2026[4]
  - Alcalde: GIRDLER TORRES RODRIGUEZ, del Partido MOVIMIENTO INDEPENDIENTE REIVINDIQUEMOS LORETO.
  - Regidores:

  1. GOLKE JAVIER LLERENA FLORES (Partido MOVIMIENTO INDEPENDIENTE REIVINDIQUEMOS LORETO)
  2. LLERLIN CHUQUIPIONDO YAHUARCANI (Partido MOVIMIENTO INDEPENDIENTE REIVINDIQUEMOS LORETO)
  3. DORIS VALLES SINARAHUA (Partido MOVIMIENTO INDEPENDIENTE REIVINDIQUEMOS LORETO)
  4. SALVITH GARCIA VASQUEZ (Partido MOVIMIENTO INDEPENDIENTE REIVINDIQUEMOS LORETO)
  5. BALVINA PINEDO BANCHO (SOMOS PERU)